# Franz Cisar
Franz Cisar (* 28. November 1908 in Wien; † 10. August 1943 bei Lokot an der Ostfront) war ein österreichischer Fußballspieler. Zu Beginn seiner Karriere spielte er auf der Position eines Läufers und war ein erfolgreicher Torschütze, später spielte er jedoch zumeist als Verteidiger Franz Cisar nahm als Nationalspieler unter anderem an der Weltmeisterschaft 1934 teil, wurde allerdings nach dem enttäuschenden 4. Platz nicht mehr von Hugo Meisl ins Team einberufen.

## Karriere
Franz Cisar begann seine Karriere in Favoriten bei der Hertha in der zweiten Liga. Mit 103 Toren in 24 Spielen und nur einer Niederlage stieg er mit den Blau-Weißen jedoch bereits 1927 in die erste Liga auf. Dort belegte er in seiner ersten Erstligasaison mit der Hertha den 6. Platz und wurde mit 16 Treffern bester Torschütze seines Vereins. So wechselte Franz Cisar bald vom kleinen Wiener Vororteklub Hertha im Frühjahr 1929 kurzzeitig zur Austria und danach zum Wiener AC. Mit den Athletikern konnte er 1931 den Cup gewinnen, der in dieser Saison nach Punkten ausgetragen wurde. Dies berechtigte den WAC an der Teilnahme am Mitropapokal, dem Vorläufer des Europapokals, wo man sensationell das Finale erreichte. Franz Cisar trug dazu ein Tor im Entscheidungsspiel des Halbfinales gegen Sparta Prag bei. Im rein-österreichischen Finale unterlag er jedoch mit seinem Verein dem Meister Vienna. In der nächsten Saison erreichte Franz Cisar ebenfalls mit seinem Verein das Pokalfinale, unterlag jedoch der Admira mit 1:6. In der Meisterschaft konnte Cisar jedoch nie mit dem WAC um den Titel mitspielen und verließ den Verein schließlich 1935 in Richtung Ausland. Zunächst spielte er für eine Saison bei der Moravská Slavia Brünn, ehe er zum FC Metz nach Frankreich wechselte. 1937 kehrte er nochmals in die Tschechoslowakei zurück und spielte beim SK Prostějov.
Sein Debüt in der Nationalmannschaft gab Franz Cisar am 1. Oktober 1933 beim 2:2-Unentschieden gegen den „Erzrivalen“  Ungarn. Nach einigen überzeugenden Leistungen im Team wurde er von Hugo Meisl als Verteidiger gemeinsam mit seinem Klubkollegen Karl Sesta für die Fußball-Weltmeisterschaft 1934 in Italien nominiert, bei der Österreich nach einer zweifelhaften Schiedsrichterleistung im Halbfinale gegen den Gastgeber ausschied. Die Fußball-Weltmeisterschaft war gleichzeitig Franz Cisars letzter Auftritt im österreichischen Nationalteam.
Franz Cisar fiel als Obergefreiter in einem Panzerregiment im August 1943 an der Ostfront. Zu seinen militärischen Auszeichnungen zählten die Ostmedaille, das Verwundetenabzeichen in Schwarz, das Infanterie-Sturmabzeichen in Silber sowie das Kraftfahrabzeichen in Bronze.

## Stationen
- ASV Hertha Wien (1926–1929)
- FK Austria Wien (1929)
- Wiener AC (1929–1935)
- Moravská Slavia Brünn (1935–1936)
- FC Metz (1936–1937)
- SK Prostějov (1937–1938)

## Erfolge
- 1 × Mitropacupfinale: 1931 (WAC)
- 1 × Österreichischer Pokalsieger: 1931 (WAC)
- 1 × Österreichischer Pokalfinalist: 1932 (WAC)
- 1 × Meister Zweite Liga (2): 1927 (Hertha)
- Weltmeisterschaftshalbfinale 1934
- 9 Spiele für die österreichische Fußballnationalmannschaft